# Lago Rose Canyon
El lago Rose Canyon (del inglés: Rose Canyon Lake) es un embalse artificial que se encuentra a unos 48 km al noreste de la ciudad de Tucsón, en Arizona.

## Especies de peces
- Trucha arcoíris
- Trucha común